# Emiel Van Thielen

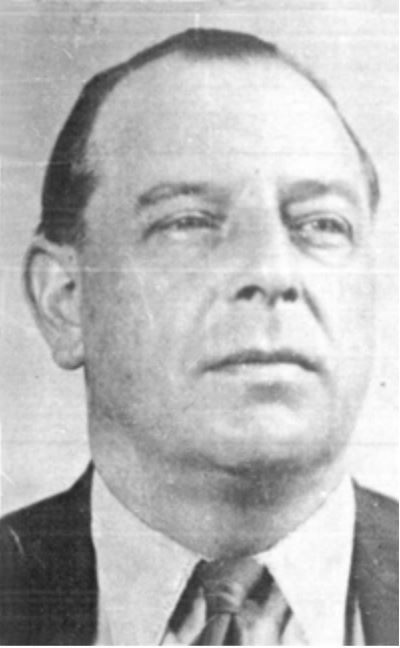

Emiel Victor Van Thielen alias Max Günther (Antwerpen, 2 maart 1895 – ?, na 1944) was een Belgisch collaborateur in de Eerste en de Tweede Wereldoorlog. Als Haupt-V-Mann van de Sipo-SD in België en Noord-Frankrijk organiseerde hij informanten en infiltranten voor de repressie van het verzet, in het bijzonder de communisten. Zijn dodelijke optreden in de martelkamer van Opvangkamp Breendonk bezorgde hem een reputatie en een tweede veroordeling – postuum of ondergedoken – tot de doodstraf.

## Leven
Van Thielen was een activist die in de Eerste Wereldoorlog landgenoten verklikte aan de Duitse bezetter. Hij vluchtte eind 1918 het land uit en zou een zestal jaar op zee hebben gevaren. Het Antwerpse hof van assisen veroordeelde hem op 20 december 1927 bij verstek tot de doodstraf wegens verraad en diefstal met geweld.
In Duitsland nam Van Thielen de schuilnaam Max Günther aan. Hij zou gesympathiseerd hebben met het communisme, wat hem niet verhinderde in 1933 toe te treden tot de NSDAP. Inmiddels tot Duitser genaturaliseerd, kwam hij onder het nazibewind in dienst van de Kriminalpolizei in Hamburg. In 1937/38 stapte hij over naar de lokale Staatspolizei, waar hij zich bezighield met het opsporen van communisten. Voor een onderzoek naar de sabotageacties van de Wollweberorganisatie ging hij undercover in Rotterdam en Antwerpen wonen.
Onder de Duitse bezetting van België zette Van Thielen deze missie aanvankelijk verder en alerteerde hij Hamburg op communistische sabotage. In antwoord hierop werd het Sonderkommano Kraus gevormd, officieel op 25 september 1940, met Van Thielen als lid. Vermoedelijk tegen het jaareinde werd hij gehecht aan de Sipo-SD. Hij was rechtstreeks afgevaardigd door het Berlijnse Reichssicherheitshauptamt en kwam dus niet voor op het organigram van de Gestapo in België. Op zijn bureau in Antwerpen genoot hij de bescherming van de Brusselse Gestapo-chef Franz Straub. Als Haupt-V-Mann voor België en Noord-Frankrijk stond Van Thielen aan het hoofd van een legertje infiltranten (V-Leute). Op basis van zijn informatie werden klopjachten en razzia's gehouden in het hele land, in het bijzonder tegen communisten.
In juni 1941 was hij de spilfiguur in de anticommunistische Operatie Sonnenwende, die tot een 300 arrestaties leidde. Hij was zelf aanwezig bij de ondervragingen onder tortuur in het Fort van Breendonk, waar hij een sinistere reputatie had. Sommige gevangenen lieten het leven bij de mishandelingen door Van Thielen, die hij vaak uitvoerde in het gezelschap van zijn stadsgenoot Armand Tilman. In januari 1942 richtte Van Thielen een Ermittelungsdienst op om informatie te vergaren over verdachten en sollicitanten. Op grond van zijn informatie over het communistische verzet volgden arrestatiegolven in Antwerpen, Mechelen, Brussel, Charleroi en Leuven (voorjaar 1944). Op het einde van de oorlog ondersteunde hij represailles door de Zwarte Brigade van het VNV in Limburg, waarbij 80 partizanen werden opgepakt.
Vlak voor de Bevrijding verliet hij het land via Schinveld. Hij zou zijn teruggekeerd naar Hamburg. Na de overwinning van de geallieerden speurde het Belgische gerecht naar hem tot in Denemarken, doch vergeefs. Uiteindelijk gaf de krijgsraad van Antwerpen hem op 9 juli 1949 de doodstraf bij verstek. Tenzij Van Thielens lijk anoniem tussen het puin van het Derde Rijk lag, moet hij ergens onder een andere naam hebben voortgeleefd.

## Vermelding in het proces tegen de Sipo-SD
De Brusselse krijgsraad oordeelde in het vonnis inzake de Sipo-SD dat Franz Straub medeplichtige was voor de moorden begaan door Van Thielen en mededader van diens folterpraktijken (Verschärfte Vernehmungen). De verhouding tussen Van Thielen en zijn overste werd als volgt beschreven:
Overwegende dat het niet te betwijfelen is dat de beschuldigde Straub gans bijzonder moet instaan voor de baldadigheden begaan door Emiel Van Thiele, alias Max Gunther;
Dat deze min of meer geheimzinnige kerel, Belg van geboorte, reeds in 1914-'18 een handlanger van de Duitsers was; dat hij, tussen de beide wereldoorlogen, in Duitsland, als vertrouwensman van de S.D. werkzaam was en zich specialiseerde in de bekamping van de communisten; dat hij, in 1940 reeds, door de leider van de afdeling IV van het R.S.H.A., ter beschikking van Straub werd gesteld en, in alle omstandigheden, zo brutaal optrad, dat hij de gesel van de weerstand werd en zelfs door de Duitse beambten gevreesd en benijd was; dat hij eindelijk door de Krijgsraad van Antwerpen, door vonnis van 9 Juli 1949 bij verstek, ter dood werd veroordeeld;
Dat alle Duitse of niet-Duitse leden van de SIPO Brussel eensluidend bevestigden dat « Max » de speciale vertrouwensman van Straub was; dat hij van hem « volledige volmacht » had bekomen; dat Straub aan van Hören, die zich over inmenging van Max bekloeg, een tuchtstraf zou hebben opgelegd; dat hij zeer vertrouwelijk met hem omging en met hem aan de dienst vreemde betrekkingen onderhield; dat Straub hem voorstelde voor het Krijgsverdienstkruis le klasse, dat hij dan ook bekwam; dat hij zoveel te zeggen had dat de beschuldigde Cuypers hem ter zitting de « ongekroonde koning » noemde.

## Onderscheiding
- Kriegsverdienstkreuz 1e klasse

## Voetnoten
1. ↑  De straf was uitgesproken voor inbreuken op de artikelen 118bis, 393, 398, 399, 400 van het Strafwetboek en ging vergezeld van een levenslang verval van rechten overeenkomstig artikel 123sexies Sw.
2. ↑  Krijgsraad Brussel, 2e Vlaamse Kamer, 11 mei 1951